# José Gavilánes
José Txetxu Gavilánes (* 27. Februar 1987 in Vitoria-Gasteiz) ist ein spanischer Eishockeyspieler, der seit 2014 erneut beim CH Txuri Urdin in der Spanischen Superliga unter Vertrag steht.

## Karriere
José Gavilánes begann seine Karriere als Eishockeyspieler in der Jugend des CH Gasteiz, für dessen erste Mannschaft er bis 2005 in der Spanischen Superliga spielte. Anschließend spielte er bis 2011 beim CH Txuri Urdin, bevor er zu seinem Stammverein zurückkehrte, mit dem er 2013 und 2014 den spanischen Landesmeistertitel errang. 2014 wechselte er zum zweiten Mal zu Txuri Urdin, wo er seither unter Vertrag steht.

### International
Für Spanien nahm Gavilánes im Juniorenbereich an den U18-Weltmeisterschaften 2003 und 2005 in der Division II sowie den U20-Weltmeisterschaften 2006 und 2007 ebenfalls in der Division II teil.
Im Seniorenbereich stand er im Aufgebot seines Landes bei Weltmeisterschaften der Division II 2006, 2012 und 2013 sowie bei der Weltmeisterschaft der Division I 2011.

## Erfolge und Auszeichnungen
- 2013 Spanischer Meister mit dem CH Gasteiz
- 2014 Spanischer Meister mit dem CH Gasteiz